# 城西放射線技術専門学校
城西放射線技術専門学校（じょうさいほうしゃせんぎじゅつせんもんがっこう）とは、東京都豊島区千早の専修学校。設置者は学校法人城西学園。

## 沿革
- 1960年 城西レントゲン技術専門学校設立
- 1971年 城西放射線技術専門学校と改称

## 設置学科
- 診療放射線学科（夜間4年制）